# Red Lion
Red Lion és una població dels Estats Units a l'estat de Pennsilvània. Segons el cens del 2000 tenia 6.149 habitants.

## Demografia
Segons el cens del 2000, Red Lion tenia 6.149 habitants, 2.575 habitatges, i 1.645 famílies. La densitat de població era de 1.854,8 habitants/km².
Dels 2.575 habitatges en un 31,6% hi vivien nens de menys de 18 anys, en un 46,8% hi vivien parelles casades, en un 12,1% dones solteres, i en un 36,1% no eren unitats familiars. En el 29,6% dels habitatges hi vivien persones soles l'11% de les quals corresponia a persones de 65 anys o més que vivien soles. El nombre mitjà de persones vivint en cada habitatge era de 2,37 i el nombre mitjà de persones que vivien en cada família era de 2,92.
Per edats la població es repartia de la següent manera: un 25,1% tenia menys de 18 anys, un 9,3% entre 18 i 24, un 32,2% entre 25 i 44, un 19,9% de 45 a 60 i un 13,5% 65 anys o més.
L'edat mediana era de 34 anys. Per cada 100 dones de 18 o més anys hi havia 86,8 homes.
La renda mediana per habitatge era de 35.828 $ i la renda mediana per família de 41.850 $. Els homes tenien una renda mediana de 31.595 $ mentre que les dones 21.934 $. La renda per capita de la població era de 17.723 $. Entorn del 6,1% de les famílies i el 10,4% de la població estaven per davall del llindar de pobresa.

## Poblacions més properes
El següent diagrama mostra les poblacions més properes.